# Amata obraztsovi
Amata obraztsovi är en fjärilsart som beskrevs av Ebert 1969. Amata obraztsovi ingår i släktet Amata och familjen björnspinnare. Inga underarter finns listade i Catalogue of Life.